# Torvald Tu
Torvald Tu (født 22. juli 1893 i Klepp på Jæren, død 15. januar 1955) var en norsk digter og forfatter fra Tu i Klepp kommune på Jæren. 14 år gammel fik han sit første digte på tryk i Stavanger Aftenblad.  Han skrev først og fremmest på jærsk, og det blev hans varemærke.  Han udgav 56 bøger fra 1914 til sin død. Torvald Tu skrev både eventyr, digte, skuespil og romaner.
Tu boede frem til 1937 sammen med pianisten Trygve Stangeland. De lavede flere ting sammen, blandt andet jærsangen ”Sjå Jæren, gamle Jæren”. Som ung var han en tid med i Frelsens Hær i hjembygden Bryne, og han bevarede hele livet en varm kærlighed til denne organisation. En af pionerene i organisationen, oberstløjtnant Bertha Hansen, var en nær ven. Til hendes 80 års fødselsdag i 1950 skrev han sangen "Glem ikke gleden", som er en hyldest til den glade kristendom han forbandt med Frelsens Hær, og som han selv bekendte sig til.